# 朱塞佩·佩澤拉
朱塞佩·佩澤拉（義大利語：Giuseppe Pezzella，1997年11月29日—）是意大利的一位足球運動員。現效力於意甲球隊克雷莫納，在場上的位置是左後衛。在轉會至烏迪內斯之前，他曾效力於巴勒莫。他也代表意大利U21國家隊參賽並參加了2017年歐洲U21足球錦標賽。